# Mech Quest
Mech Quest är ett datorspel där man kontrollerar och uppgraderar en "mech" (robot). Det ligger under genren fantasy/science fiction RPG. Mechquest är det tredje storspelet som skapades av Artix Entertainment den 1 oktober 2007. De två föregående spelen är Adventurequest och Dragonfable. Artix Entertainment grundades år 2002.